# Claudio Arrau
Claudio Arrau León (Chillán, 6 febbraio 1903 – Mürzzuschlag, 8 giugno 1991) è stato un pianista cileno allievo del maestro Martin Krause. È considerato uno dei maggiori interpreti del XX secolo.

## Biografia
Arrau riceve le prime lezioni di pianoforte dalla madre ed esordisce all'età di cinque anni. Grazie a una borsa di studio concessa eccezionalmente dal parlamento cileno può recarsi in Europa per studiare e perfezionarsi. Dal 1912 è a Berlino ove frequenta il conservatorio Stern sotto la guida di Martin Krause (a sua volta allievo di Franz Liszt). Negli anni della formazione ha la possibilità di ascoltare numerosi pianisti che vivono a Berlino in quegli anni: Busoni, Schnabel, Fischer, Lhévinne, che influenzano la sua vena artistica, e il coetaneo Vladimir Horowitz, che Arrau ascolta in un concerto e dal quale viene profondamente impressionato.
Nel 1927 vince il concorso internazionale di Ginevra e inizia la carriera concertistica. Fino al 1940 accumula un repertorio di eccezionale vastità comprendente tutta l'opera per tastiera di Bach (eseguita tra il 1935 e il 1936 in una serie di 12 concerti alla Meistersaal di Berlino) e ampie parti delle opere di Ludwig van Beethoven, Schubert, Mozart, Chopin, Schumann, Brahms, Liszt, ma non escludendo nemmeno Busoni, Balakirev, Čajkovskij, Debussy, Ravel, Albéniz, Granados e Stravinsky. All'epoca il suo repertorio includeva inoltre una sessantina di concerti per pianoforte e orchestra.
L'Arrau quarantenne decise di concentrare le sue attenzioni di interprete su Beethoven, Schumann, Chopin, Liszt, Brahms. Spiccano in questa lista le assenze di Mozart, Schubert, Bach (la cui musica da tastiera Arrau riteneva che fosse meglio resa con gli strumenti per i quali era stata composta: clavicembalo e organo). Attivo fino a tarda età, nella seconda metà degli anni settanta ritornò in modo inatteso su Debussy e più tardi su Mozart (incisione integrale delle sonate) e su Schubert ("il problema ultimo dell'interpretazione", come soleva dire).  Al momento della sua morte stava lavorando a una incisione integrale dell'opera per tastiera di Bach, cinquantacinque anni dopo la storica integrale di Berlino.
Pianista dotato di totale controllo tecnico dello strumento, tendeva a dissimulare il suo grande virtuosismo adottando spesso tempi sensibilmente più lenti del normale, per mettere in evidenza la nitidezza del suono e del contenuto musicale. Meticoloso studioso della partitura, nutrì sempre un profondo rispetto del segno così come era stato scritto dal compositore, e le sue esecuzioni, analitiche, rispecchiano ciò in maniera esemplare. Ciò è evidente soprattutto nelle sonate di Beethoven. Di Mozart offrì in tarda età una lettura prettamente dolce, apollinea, teneramente limpida delle sonate. Saggi esemplari del suo controllo virtuosistico, infallibile eppure misurato, rimangono le sue incisioni dei concerti di Brahms e le sue incisioni di Liszt, in particolare la Sonata in si minore (notevole sia tecnicamente sia per visione culturale), i 12 studi trascendentali e alcune fantasie su brani d'opera.
Tra i numerosi allievi di Arrau si ricordano i pianisti Karlrobert Kreiten, Garrick Ohlsson, Roberto Szidon, Stephen Drury e Roberto Eyzaguirre.

## Discografia parziale
- Beethoven, Conc. pf. n. 4, 5 - Arrau/Haitink/CGO, 1964 Philips
- Beethoven, Piano Concertos Nos. 4 & 5 - Claudio Arrau/Sir Colin Davis/Staatskapelle Dresden, Philips
- Beethoven, The 5 Piano Concertos - Claudio Arrau/Sir Colin Davis/Staatskapelle Dresden, 1988 Philips
- Beethoven, Son. pf. n. 1-32 - Arrau, 1964 Decca
- Beethoven, Son. pf. n. 8, 14, 23 - Arrau, 1962/1967 Decca
- Beethoven: The Late Piano Sonatas, Op. 101, 106, 109, 110, & 111 - Claudio Arrau, Philips
- Beethoven: Complete Piano Sonatas - Claudio Arrau, Decca
- Chopin, Ballate n. 1-4/Scherzi n. 1-4 - Arrau, 1977/1984 Decca
- Chopin, Claudio Arrau suona Chopin - Arrau/Inbal/LPO, Decca
- Chopin, Conc. pf. n. 1-2/Krakowiak - Arrau/Inbal/LPO, 1970/1980 Philips
- Chopin, Notturni n. 1-21/Improvvisi n. 1-4 - Arrau, 1978/1980 Philips
- Chopin, Valzer n. 1-19 - Arrau, 1980 Decca
- Chopin, 26 Preludes & 4 Impromptus - Claudio Arrau, Philips
- Chopin: Études Op. 10 and Op. 25 - Claudio Arrau, 1957 EMI Great Recordings of the Century
- Debussy: Preludes & Images & Estampes - Claudio Arrau, 1991 Philips
- Liszt, 12 Etudes d'exécution transcendante - Claudio Arrau, 1977 Philips
- Liszt: Sonata in B Minor, 2 Études de concert - Claudio Arrau, Philips
- Mozart, Son. pf. n. 1-18/Fant./Rondò - Arrau, 1973/1987 Decca
- Schubert: Late Piano Sonatas - Claudio Arrau, Decca
- Schumann: Carnaval; Kinderszenen; Waldszenen - Claudio Arrau, 1987 Philips
- Arrau, Beethoven/Chopin/Liszt - Davis/LSO, 1976/1985 Decca
- Arrau, The legacy - Bach/Beethoven/Schubert/Debussy, 1988/1991 Decca